# الثورة الجنسية
الثورة الجنسية حركة اجتماعية تحدت الأعراف السائدة للممارسات الجنسية والعلاقات الشخصية في جميع أنحاء العالم الغربي المتقدم خلال ستينيات وسبعينيات القرن العشرين. شمل التحرر الجنسي القبول المتزايد بالعلاقات الحميمة خارج إطار العلاقات الأحادية المغايرة جنسيًا (والتي أساسها الزواج بشكل رئيسي). تبع ذلك تطبيع وسائل منع الحمل وحبوب منع الحمل، والتعري العلني، والمواد الإباحية، والعلاقات الجنسية قبل الزواج، والمثلية الجنسية، والاستمناء، والأشكال البديلة للجنسانية، وتشريع الإجهاض.

## الأصول

### الثورة الجنسية الأولى
يُطلق مصطلح «الثورة الجنسية الأولى» على عدة فترات أخرى في الثقافة الغربية، لتكون ثورة ستينيات القرن العشرين هي الثانية (أو اللاحقة). استُخدم مصطلح «الثورة الجنسية» بحد ذاته منذ أواخر عشرينيات القرن العشرين على الأقل. ظهر المصطلح في وقت مبكر يعود إلى عام 1929، إذ يضم كتاب هل الجنس ضروري؟ أم لماذا تشعر بالطريقة التي تشعر بها للمؤلفان جيمس ثوربر وإي بي وايت فصلًا بعنوان «الثورة الجنسية: كونها مسحًا كاملًا إلى حد ما للمشهد الجنسي بأكمله». اسُتخدم هذا المصطلح في الاتحاد السوفيتي عام 1925، وفقًا لكونستانتين دوشينكو.
عند الحديث عن الثورة الجنسية، يميز المؤرخون بين الثورة الجنسية الأولى والثانية. فقدت الأخلاق الفيكتورية في الثورة الجنسية الأولى (1870-1910) جاذبيتها العالمية، ومع ذلك، لم تؤد إلى ظهور «مجتمع متساهل». يعد تزايد وتنوع أشكال تنظيم الحياة الجنسية خلال هذه الفترة مثالًا على ذلك.
استخدم أستاذ الكلاسيكيات كايل هاربر مصطلح «الثورة الجنسية الأولى» للإشارة إلى إزاحة معايير الجنسانية في روما القديمة بمعايير المسيحية مع انتشارها في جميع أنحاء الإمبراطورية الرومانية. تقبل الرومان البغاء وازدواجية الميول الجنسية وحب الغلمان، وشرعوها. نُظر إلى اختلاطية الرجال الجنسية على أنها أمر طبيعي وصحي طالما حافظوا على ذكوريتهم المرتبطة بكونهم الشريك الفاعل. في المقابل، كانت عِفَّة المرأة مطلوبة من النساء المحترمات، لضمان نزاهة نسل العائلة. استُبدلت هذه المواقف بالمحظورات المسيحية على الأفعال المثلية الجنسية وأي جنس خارج إطار الزواج (بما في ذلك مع العبيد والمومسات).
يستشهد أستاذ التاريخ فاراميرز دبوايوالا بعصر التنوير- تقريبًا في القرن الثامن عشر- كفترة انتقال رئيسية في المملكة المتحدة. تطورت فلسفة الليبرالية وشاعت خلال ذلك الوقت، وأدت الهجرة إلى المدن إلى زيادة فرص العلاقات الجنسية وجعلت فرض القواعد أكثر صعوبة مقارنة بالقرى الصغيرة. قوض السلوك الجنسي السيئ داخل الكنيسة الكاثوليكية مصداقية السلطات الدينية، وساعد ظهور قوات شرطة المدن على التمييز بين الجريمة والخطيئة. شهد المجتمع عمومًا زيادة في التسامح تجاه العلاقات الجنسية المغايرة خارج إطار الزواج، بما في ذلك البغاء، والعشيقات، والجنس قبل الزواج. وعلى الرغم من استمرار إدانة الكثيرين لهذه الأفعال على أنها فاجرة، إلا أن الخيانة الزوجية أصبحت في أغلب الأحيان مسألة مدنية وليست جريمة تستوجب عقوبة الإعدام. كان التسامح أقل تجاه العادة السرية والمثلية الجنسية والاغتصاب بشكل عام. تحولت النظرة للمرأة من اعتبارها كائنًا شهوانيًا كالرجل إلى شريكة سلبية، تُعتبر عفتها ركيزة أساسية للسمعة.
استخدم المعلقون، مثل أستاذ التاريخ كيفن إف وايت، مصطلح «الثورة الجنسية الأولى» للإشارة إلى فترة العشرينيات الهادرة. شهدت القيم الفيكتورية نوعًا من الاضطراب بسبب الحرب العالمية الأولى وحظر الكحول في الولايات المتحدة، وفي الوقت نفسه، ومع حصول حركة حق المرأة في الاقتراع على حقوق التصويت، شملت ثقافة المتحررات العلاقات الجنسية قبل الزواج و«حفلات المغازلة».

### الصياغة
شهدت مؤشرات السلوك الجنسي غير التقليدي (مثل: حالات مرض السيلان، والولادات خارج إطار الزواج، ومعدلات ولادة المراهقات) ارتفاعًا ملحوظًا منذ منتصف إلى أواخر خمسينيات القرن العشرين. أدى ذلك إلى تحولات عميقة في المواقف تجاه جنسانية المرأة، والمثلية الجنسية، والعلاقات الجنسية قبل الزواج، وحرية التعبير الجنسي.
تأثرت التغييرات بعمل علماء النفس والعلماء مثل فيلهلم رايخ وألفريد كينزي. كان للتحول في الأعراف الاجتماعية أيضًا تأثير متبادل مع الأدب والأفلام، ومن خلال الحركات الاجتماعية في تلك الفترة، بما في ذلك ثقافة الستينات المضادة والحركة النسائية وحركة حقوق المثليين. ساهمت ثقافة الستينات المضادة في نشر الوعي بالتغيير الثقافي الجذري الذي شكل السياق الاجتماعي للثورة الجنسية.
انطلقت الثورة الجنسية من قبل أشخاص يؤمنون بالأثر السلبي للقمع الجنسي، وهي وجهة نظر طرحها سابقًا كل من فيلهلم رايخ، ودي إتش لورنس، وسيغموند فرويد، والحركة السوريالية.
سعت الثقافة المضادة إلى استكشاف الجسد والعقل، وتحرير الذات الشخصية من القيود الأخلاقية والقانونية الجنسية لأمريكا الحديثة، وكذلك من أخلاقيات خمسينيات وأربعينيات القرن العشرين بشكل عام. نشأت الثورة الجنسية في ستينيات القرن العشرين من الاقتناع بضرورة الاحتفال بالشبقية كجزء طبيعي من الحياة وعدم قمعها من قبل الأسرة والأخلاق الجنسية الصناعية والدين والدولة.
يُعد اختراع حبوب منع الحمل في عام 1960 نقطة تحول بالنسبة للنساء، إذ منحهن سهولة وفعالية في تحديد النسل. يُعد أيضا التحسن الكبير في مجال طب التوليد سببًا محتملًا آخرًا، إذ ساهم بشكل كبير في خفض معدل وفيات النساء أثناء الولادة، ومن ثم رفع متوسط العمر المتوقع للنساء. 
كان السبب الثالث الأقل مباشرة العدد الكبير من الأطفال الذين ولدوا في الأربعينيات وأوائل الخمسينيات من القرن العشرين في جميع أنحاء العالم الغربي- جيل طفرة المواليد- والذين نشأ الكثير منهم في ظروف مزدهرة وآمنة نسبيًا، ضمن طبقة وسطى صاعدة ومع وصول أفضل إلى التعليم والترفيه من أي وقت مضى. ساهموا بفضل ثقلهم الديموغرافي وخلفيتهم الاجتماعية والتعليمية، في إحداث تحول في المجتمع نحو مواقف أكثر تساهلًا وانفتاحًا.
أدى اكتشاف البنسلين إلى انخفاض ملحوظ في معدل وفيات مرض الزهري، ما أدى بدوره إلى زيادة العلاقات الجنسية غير التقليدية في منتصف إلى أواخر الخمسينيات من القرن العشرين.
شهدت الفترة زيادةً في العلاقات الجنسية بين البالغين غير المتزوجين. شهدت أيضًا معدلات الطلاق ارتفاعًا ملحوظًا، في حين انخفضت معدلات الزواج بشكل كبير خلال هذه الفترة الزمنية. تضاعف عدد الأمريكيين غير المتزوجين الذين تتراوح أعمارهم بين عشرين إلى أربعة وعشرين عامًا أكثر من الضعف، إذ ارتفع من 4,3 مليون في عام 1960 إلى 9,7 مليون في عام 1976. سعى الرجال والنساء إلى إعادة تشكيل مفهوم الزواج من خلال تبني مؤسسات جديدة مثل الزواج المفتوح وتبادل الأزواج والممارسة الجنسية الجماعية.